# Funisciurus anerythrus
Funisciurus anerythrus — вид гризунів родини Sciuridae. Зустрічається в Беніні, Камеруні, Центральноафриканській Республіці, Демократичній Республіці Конго, Екваторіальній Гвінеї, Габоні та Нігерії. Його природним середовищем існування є субтропічні або тропічні вологі низинні ліси.

## Опис
Це вивірка середнього розміру, з довжиною тіла близько 180 мм, з пухнастим хвостом близько 160 мм. Хутро на спині однотонне, сиво-коричневе, з однією палево-коричневою смугою, облямованою знизу темно-коричневим кольором, що тягнеться від плеча до задніх кінцівок. Низ білуватий, тьмяно-сірий або помаранчевий, а кінцівки палево-коричневі. Волоски на хвості мають червонувату основу, темні стрижні та бліді кінчики. Коли вивірка перебуває у стані спокою, хвіст згорнутий ближче до спини, а коли тварина рухається, його часто тримають вертикально, а кінчик загнутий назад.

## Спосіб життя
Тварина шукає їжу на землі та деревах у пошуках плодів і насіння, також споживає членистоногих (переважно мурах і термітів) і невелику кількість зеленого листя та грибів. Плоди рафії є улюбленою їжею, і їх можна тимчасово ховати в щілинах. Кілька вивірок іноді відвідують одну пальму та спілкуються голосом або тупотінням. Дві вивірки часто пересуваються разом, відпочиваючи поруч та доглядаючи одна за одною. Кулясті гнізда зроблені з листя та вистелені волокнами, і будуються в підліску, на гілках або на центральних стрижнях пальмового листя, часто нависаючи над водою. Розмноження відбувається в будь-яку пору року, виводки зазвичай складаються з одного або двох дитинчат.